# Humlikon
Humlikon est une ancienne commune et une localité de la commune d'Andelfingen, située dans le district zurichois d'Andelfingen, en Suisse. Le village est situé dans le Weinland zurichois, au sud de la Thur.

## Histoire
Environ 60 habitants en 1467, 178 en 1634, 346 en 1850, 320 en 1880, 263 en 1900, 213 en 1950, 408 en 2000.
Le suffixe -ikon indique une fondation alémane du haut Moyen Âge. En 1228, la localité est mentionnée en tant que siège des barons de Humlikon, famille qui s'éteint au XIVe siècle. Vers 1400, les seigneurs d'Andelfingen qui exerçaient la haute et la basse justices, droits qui passèrent à la ville de Zurich en 1434. Humlikon fit partie du bailliage zurichois d'Andelfingen jusqu'en 1798. En 1817, la commune est rattachée à celle d'Adlikon, en tant que commune civile (Zivilgemeinde). Le village constitua une commune indépendante en 1872, après une votation cantonale. Situé à l'écart des voies principales, il refuse de céder des terrains pour la construction de la ligne Winterthour-Schaffhouse (1857) le privant ainsi d'une gare. Humlikon restera desservi par une diligence jusqu'en 1921 où le car postal la remplacera. Humlikon reste une communauté agricole isolée, dépourvue d'industrie, pratiquement sans artisans. Il en résulta un recul démographique, tendance qui persista jusqu'au milieu du XXe siècle. Par la suite, elle devient une commune de navetteurs et se désenclave avec la construction de l'autoroute du Weinland (1958).
Humlikon est connue pour avoir été victime d'un accident aérien lors du crash de Dürrenäsch le 4 septembre 1963.
Le 4 septembre 1963, quarante trois de ses habitants prennent place à bord du vol Swissair 306 à Zurich-Kloten. Il s'agit d'un voyage des membres de la coopérative pour visiter un institut expérimental agricole près de Genève. Le vol est effectué par une Caravelle immatriculée HB-ICV, appelée « Schaffhouse », qui a 2 082 heures de vol et qui devait relier Rome après Genève. À 7 h 12, la Caravelle décolle, à 7 h 19 les derniers mots du capitaine Eugen Bohli entendus par le contrôle aérien font part de « difficultés ». À Dürrenäsch, à 40 km à l'ouest de Zurich, un paysan voit une boule de feu s'abattre sur la ferme. Les 80 passagers ont péri dans l'accident, le site du crash étant un cratère de 8 mètres de profondeur. Parmi les 43 victimes, il y a l'ensemble des membres du conseil communal, les responsables de l'école et le buraliste (postal).
Dix-neuf couples (et cinq célibataires) laissent 39 orphelins et cinq demi-orphelins dans le village. Dans la plupart des familles touchées, les grands-parents ou les frères et sœurs plus âgés ont pu prendre en charge les tâches des parents, de sorte que seuls six enfants ont dû quitter leur foyer, mais ils purent être hébergés chez des parents proches.
Comme seulement 52 hommes ayant le droit de vote vivent à Humlikon après l'accident (à l'époque en Suisse, seuls les hommes avaient le droit de vote ou avaient le droit d'occuper un poste officiel), les élections du 26 et 27 octobre 1963 ne permirent pas de combler tous les postes nécessaires à la gestion de la ville. Le canton de Zurich a dû temporairement prendre en charge la direction de la commune. À cette époque de l'année, avec le manque de main d'œuvre, les travaux agricoles urgents (récoltes, moissons) sont mis en suspens. Le Département des affaires économiques du canton fait appel à un ingénieur agronome pour gérer les travaux de récolte. La catastrophe provoque une réaction de soutien, et 40 à 70 volontaires de toutes les régions de Suisse et même de l'étranger viennent aider aux récoltes. Avec 2 000 heures de travail, la récolte fut réalisée à temps de sorte que les champs puissent être cultivés à nouveau à temps. Environ 600 tonnes de pommes de terre ont été récoltées et le grain a été battu, le tout sans machines de récolte. Néanmoins, le maintien de 22 exploitations agricoles était menacé.
Un fonds d'aide de 250 000 CHF a été constitué à partir des contributions du canton et de nombreux dons de la Suisse et de l'étranger. Ces fonds ont servi à l'embauche d'aides, à la mise en place d'un jardin d'enfants et à l'achat de machines à laver installées dans la salle communautaire. En outre, des machines agricoles ont été acquises, une halle pour les abriter construite, ainsi qu'un atelier avec un mécanicien qui a été employé.
Aujourd'hui, Humlikon s'est largement remis de l'accident. La communauté de machines agricoles et le fonds d'aide existent encore. Une stèle commémorative a été érigée dans le village pour commémorer l'accident de 1963 ainsi que sur les lieux de l'accident à Dürrenäsch.
La commune compte 321 habitants en 1981 et 496 en 2017.
Pour le 50e anniversaire du crash, 50 habitants de Humlikon se sont rendus à Dürrenäsch pour une cérémonie du souvenir. Une croix est plantée à cette occasion près du lieu de l'accident,.
Un quartier de villas familiales fut construit dans les années 1970 au pied du Goldenberg. Le centre de pédagogie curative du district d'Andelfingen fut ouvert en 1977.
Depuis le 1er janvier 2023, la commune, ainsi que celle d'Adlikon bel Andelfingen, ont rejoint la commune d'Andelfingen.

Photo aérienne (1953).